# Hesycha
Hesycha is een kevergeslacht uit de familie van de boktorren (Cerambycidae). De wetenschappelijke naam van het geslacht werd voor het eerst geldig gepubliceerd in 1859 door Fairmaire & Germain.

## Soorten
Hesycha omvat de volgende soorten:
- Hesycha biguttata Martins & Galileo, 2010
- Hesycha bimaculata Martins & Galileo, 1990
- Hesycha clavata Martins & Galileo, 1990
- Hesycha consimilis Thomson, 1868
- Hesycha cribripennis Fairmaire & Germain, 1859
- Hesycha crucifera Dillon & Dillon, 1952
- Hesycha fasciata Martins & Galileo, 1990
- Hesycha inermicollis (Breuning, 1940)
- Hesycha microphthalma Martins & Galileo, 1990
- Hesycha simplex Martins & Galileo, 1990
- Hesycha tavakiliani Nearns & Swift, 2011
- Hesycha variabilis Dillon & Dillon, 1945